# Johann Ludwig Carl Zincken
Johann Ludwig Carl Zincken (in späteren Veröffentlichungen auch Zinken; * 13. Juni 1791 in Seesen; † 19. März 1862 in Bernburg) war ein deutscher Mineraloge und Bergbaudirektor in Bernburg. Nach ihm ist das Mineral Zinkenit (Pb9Sb22S42) benannt.

## Leben und Wirken
Zincken war der Sohn des Carl Friedrich Wilhelm Zincken aus zweiter Ehe. Er besuchte die u. a. von seinem Vater gegründete israelitische Reformschule Jacobson-Schule in Seesen, danach das Gymnasium in Holzminden. Von 1809 bis 1813 absolvierte er eine Ausbildung als Berg- und Hüttenmann in Clausthal im Oberharz und wurde dann Eleve auf der Königshütte in Lauterberg.
1811 findet man seinen Namen in der ersten Matrikel der Bergschule Clausthal. 1813 heiratete er in Lauterberg die Schwester des dortigen Pastors Schleiter und wurde 1814 Bergrevisor in Blankenburg. Er korrespondierte mit Wilhelm Ludwig von Eschwege (Brasiliens erstem geologischen Forscher) und verfasst erste Publikationen. Als Bergrat wurde er am 1. Januar 1821 Direktor der Anhalt-Bernburgischen Berg- und Hüttenwerke in Mägdesprung und legte für Herzog Alexius von Anhalt-Bernburg eine bedeutende Mineraliensammlung an. Reste dieser Sammlung, die vor allem Mineralien aus dem Herzogtum Anhalt umfasst, befinden sich heute im Museum Schloss Bernburg. 1827 gründete er in Mägdesprung das später als Maschinenfabrik arbeitende Carlswerk. Im Jahr 1829 regte er die Anlage des Herzog-Alexius-Erbstollen an.
Auf Zincken gehen mehrere Erstfunde von Mineralien im Harz, aber auch die Entdeckung mehrerer neuer Mineralien, so unter anderem des Plagionits und des Heteromorphits, zurück. Eines der von ihm gefundenen neuen Minerale erhielt seinen Namen Zinckenit (internationaler Name der IMA: Zinkenit). Auch veranlasste er als Bergrat die erste Darstellung von elementarem Selen. Am 15. Oktober 1844 (Matrikel-Nr. 1552) wurde er mit dem Beinamen Lasius zum Mitglied der Leopoldina gewählt.
1848 wurde er wegen Verdachts auf Amtsmissbrauch vom Dienst suspendiert, dann 1850 rehabilitiert. Danach arbeitete er in Bernburg als Ministerialrat für Berg- und Hüttenwesen. Er starb am 19. März 1862 im Haus Carlsplatz 11 in Bernburg. Seine Grabstelle wurde 1974 beim Bau der Anlage eines Stadtparks vernichtet.
In seiner Geburtsstadt Seesen ist eine Straße nach Zincken benannt. Die von ihm angelegte Mineraliensammlung ist eine der Attraktionen des Museums Schloss Bernburg.

## Schriften
- Über das geognostische Vorkommen der Harzer Selenfossilien. In: Poggendorff’s Annalen 3 (1825), S. 271–280.
- Der östliche Harz mineralogisch und bergmännisch betrachtet. Braunschweig 1825.
- Geognostisch Bergmännische Charte des östlichen Harzes, 1ste Abtheilung. Magdeburg 1825 (vorhanden in: Universitäts- und Landesbibliothek Halle/Saale; Altkt. B).
- Über die Gewinnung des Selens im Großen aus dem Selenblei. In: Erdm. Journ. 6 (1829), S. 230–235.
- Sur le palladium trouvé dans le duché d’Anhalt-Bernburg. In: Annales des Mines 3 (1832), S. 447–448.
- Ueber ein neues Vorkommen des Arsenikkupfers in Chili. In: Poggendorff’s Annalen der Physik 41 (1837), S. 659–660.
- Systematische Übersicht der Gänge und Lager des Harzes, welche metallführend sind: Ein Vortrag, Im Naturwissenschaftlichen Verein Des Harzes Mündlich Gehalten, Und Für Die Schriften Der K. Leop. Akademie. in der Google-Buchsuche o. O., 1844